# Нулес
Нулес (валенс. Nules, ісп. Nules) — муніципалітет в Іспанії, у складі автономної спільноти Валенсія, у провінції Кастельйон. Населення — 13 750 осіб (2010).

## Географія
Муніципалітет розташований на відстані близько 310 км на схід від Мадрида, 17 км на південний захід від міста Кастельйон-де-ла-Плана.
На території муніципалітету розташовані такі населені пункти: (дані про населення за 2010 рік)
- Маскарель: 244 особи
- Нулес: 12835 осіб
- Плая-де-Нулес: 671 особа

## Демографія
Динаміка населення (INE ):